# Пећина (роман)
Пећина (порт. A Caverna, 2000) роман је португалског Нобеловца Жозеа Сарамага.

## О књизи
Пећина је прича о обичним људима у ери глобализма, старом сеоском грнчару, његовој ћерци и зету и њиховом псу. Породица живи у селу надомак Центра, велике индустријске и стамбене зоне чији становници носе пропуснице, увек под будним оком видео-камера, и у својим становима, кроз прозоре који се не отварају, могу видети у најбољем случају спрат испод и изнад суседне стамбене куле. Грнчар продаје посуђе и керамичке фигурице Центру све док му једног дана не откажу наруџбину са образложењем да је пластика практичнија и да његове грнчарске посуде више нису на цени. Зет се запошљава у Центру као чувар и цела породица сели се у овај растући гигантски мегалополис. Ускоро, међутим, у дубинама и тунелима испод Центра чуће најпре необичне звуке а затим дубоко у темељима открити тајну која ће потпуно променити њихов живот.
На предлошку Платонове метафоре о пећини, овај роман уз Слепило (1995) и Сва имена (1997) чини триптих којим Сарамаго даје своју визију капитализма и света који, обузет технологијом, полако срља у пропаст. Исписујући својеврсну, орвеловску алегорију о моћи и злу у данашње време, португалски нобеловац истовремено улива својим читаоцима веру у вредности човека као појединца, очаравајући нас колико својим особеним стилом, толико и животном мудрошћу и топлином коју носе његови главни ликови.

## Рекли су о роману
„Сарамагов људски глас нас буди и ми поново почињемо да живимо.“ The New York Times Book Review
„И у овом роману, спуштајући се међу ископине гингантског Центра, ступамо на терен Сарамагових великих тајни и истинских чуда отпорних на тумачења и објашњења.“ Frankfurter Rundschau